# Valeri Iardî
Valeri Iardî (n. 18 ianuarie 1948, Shumerlinsky District⁠(d), RSFS Rusă, URSS – d. 1 august 1994, Ceboksarî, Ciuvașia, Rusia) a fost un ciclist de performanță ce a reprezentat Uniunea Republicilor Sovietice Socialiste, medaliat olimpic. A participat la 2 ediții ale Jocurilor Olimpice (1968, 1972) în care a câștigat o medalie de aur.